# Sharon Chan Man-Chi
Sharon Chan Man-Chi 陳敏之 (Hongkong, 17 januari 1979) (jiaxiang: Guangdong, Zhongshan) is een Hongkongse actrice, fotomodel en TVB-actrice.

## Filmografie
- The Trust of a Lifetime (2002)
- The W Files (2003)
- Better Halves (2003)
- Survivor's Law (2003)
- Summer Heat (2004)
- Dream Of Colours (2004)
- The Last Breakthrough (2004)
- The Charm Beneath (2005)
- Trimming Success (2006)
- Lethal Weapons of Love and Passion (2006)
- Welcome to the House (2006)
- Glittering Days (2006)
- Devil's Disciples (2007)
- Word Twisters' Adventures (2007)
- Catch Me Now (2008)
- Forensic Heroes II (2008)
- The Beauty of the Game (2009)

- International Standard Name Identifier: 0000 0001 3991 3841
- Library of Congress Control Number: no2011122360
- MusicBrainz: 70cbac70-2c8e-46a8-871f-954e81e6900d
- Virtual International Authority File: 179740460
- WorldCat: E39PBJbRmJQyyqJf3YXx3Dbjmd